# Палладийтитан
Палла̀̀дийтита́н — бинарное неорганическое соединение, интерметаллид палладия и титана с формулой TiPd, кристаллы.

## Получение
- Сплавление стехиометрических количеств чистых веществ:

{\displaystyle {\mathsf {Pd+Ti\ {\xrightarrow {1400^{o}C}}\ TiPd}}}

## Физические свойства
Палладийтитан образует кристаллы ромбической сингонии, пространственная группа P mma, параметры ячейки a = 0,456 нм, b = 0,281 нм, c = 0,489 нм, Z = 2, структура типа кадмийзолота AuCd.
При температуре ≈500 °C происходит переход в фазу ромбической сингонии, пространственная группа C mcm, параметры ячейки a = 0,461 нм, b = 1,433 нм, c = 0,464 нм, структура типа ванадийдизолота Au2V. Однако по другим данным, образуются кристаллы кубической сингонии, пространственная группа P m3m, параметры ячейки a = 0,3180 нм, Z = 1, структура типа хлорида цезия CsCl.
Соединение образуется по перитектической реакции при температуре 1400 °C
и имеет широкую область гомогенности 47÷53 ат.%.